# Cây nêu

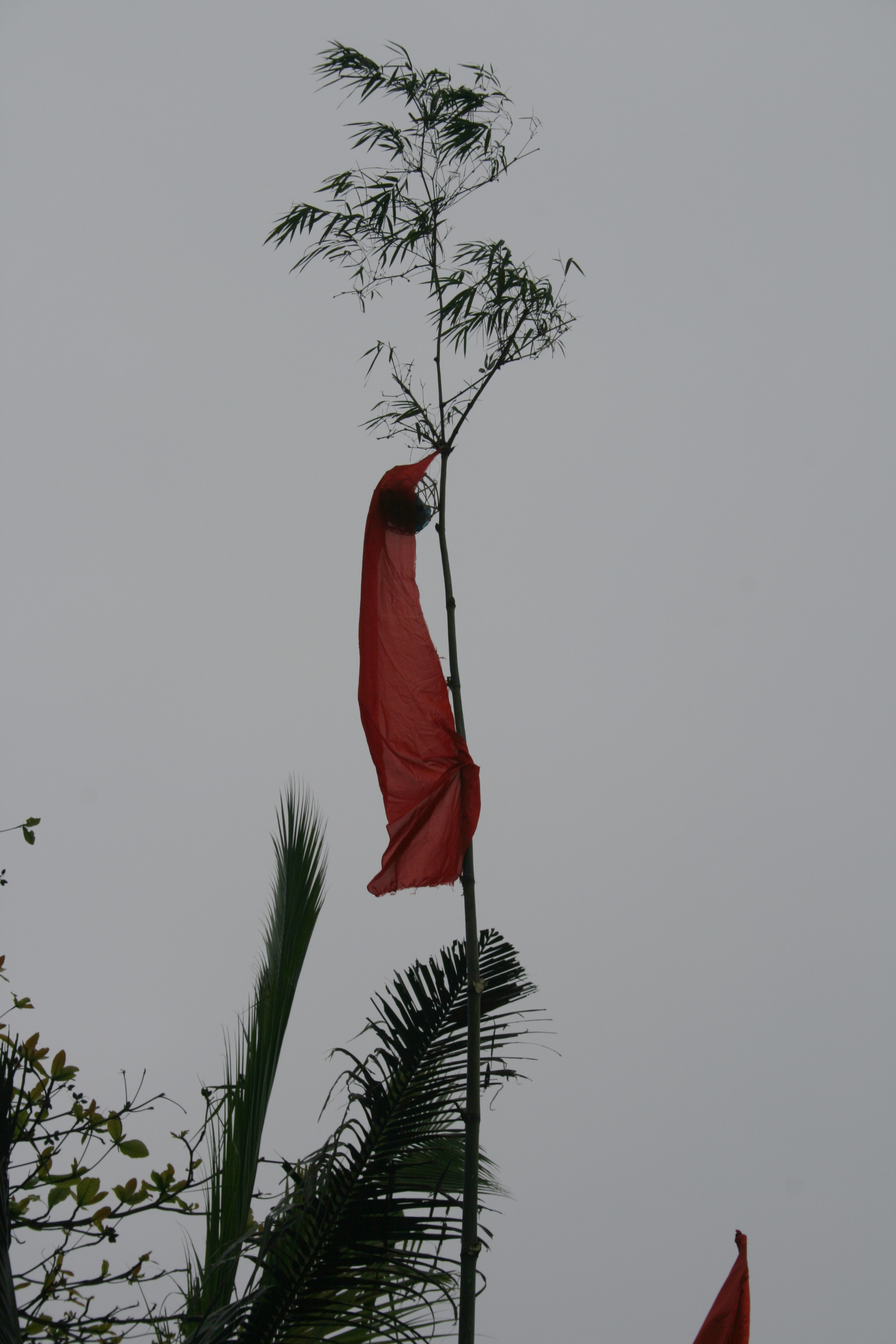
Cây nêu

Le Cây nêu (chữ nôm : 核標, composé du vietnamien : cây (核), arbre et de nêu (標), sommet d'un arbre ou perche, pavillon, signal, terme vietnamien traduit en arbre tabou est un mât constitué d'un arbre, utilisé comme instrument d'exorcisme, dans la moitié Nord du Viêt Nam, pour le Têt (nouvel an ou fête du printemps), adaptation vietnamienne du nouvel an chinois.

## Fonctions
Il signifie aux mauvais esprits l'interdiction d'entrer sur le terrain de la maison. Un grand arc à la chaux éteinte est dessiné au même moment dans la cour de la maison.
Il rappelle aussi le combat dans lequel l'esprit du mal fut vaincu par l'esprit du bien.
C'est aussi un élément permettant aux ancêtres de retrouver les maisons de leurs descendants quand ils retournent sur Terre et de participer ainsi à la fête du Têt.

## Description

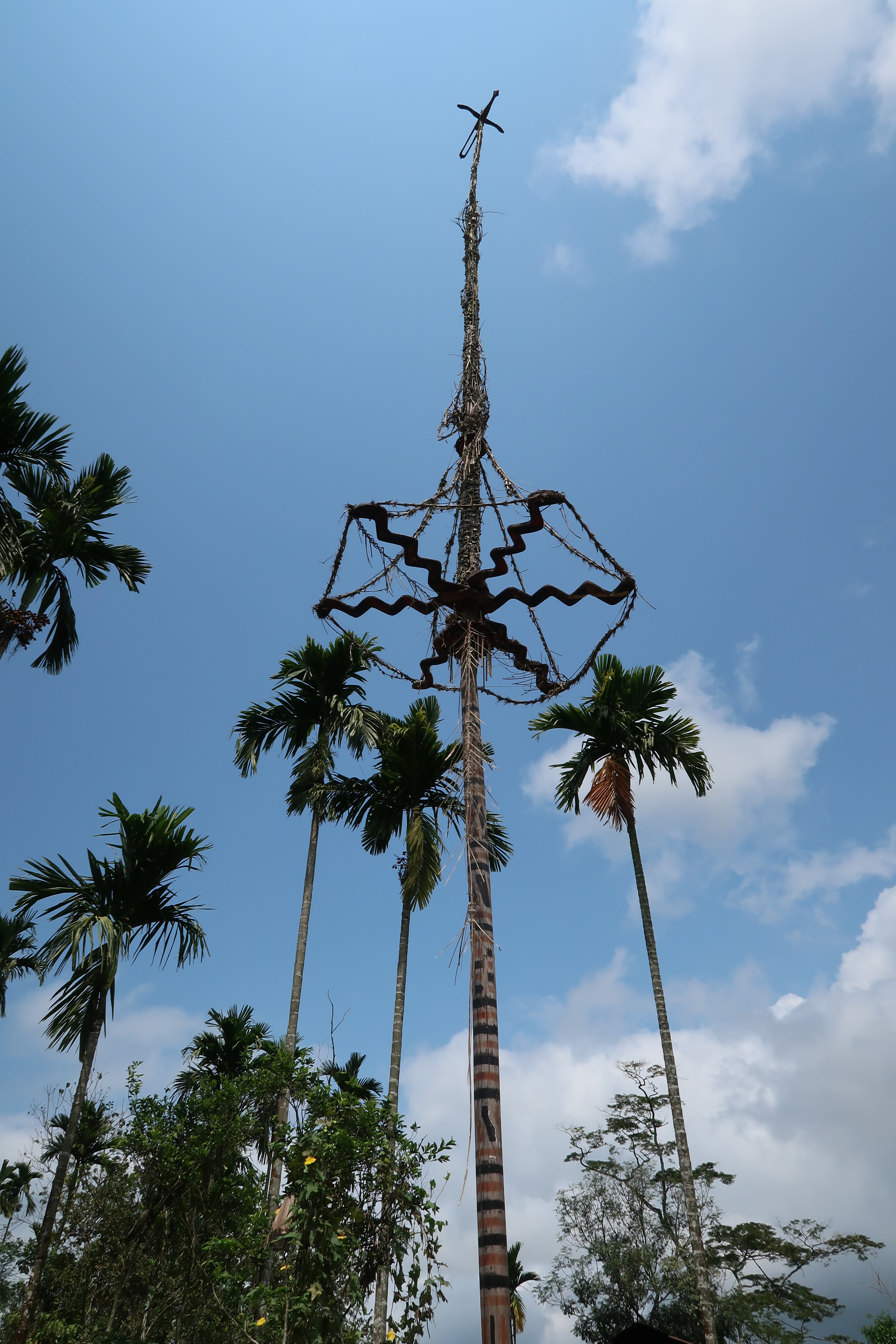
Cây nêu des Ca Dong à Trà Sơn, district de Bắc Trà My

Il s'agît d'un bambou auquel on attache des rubans rouges ou des plumes au sommet.
Au XVIIe siècle, Alexandre de Rhodes le décrit comme comportant un petit panier d'osier renfermant quelques bouchées d'arec et de bétel et des feuilles de papier doré, ou des branches de bruyère à balai. Des gongs peuvent également y être attachés.